# Jakob Arjouni

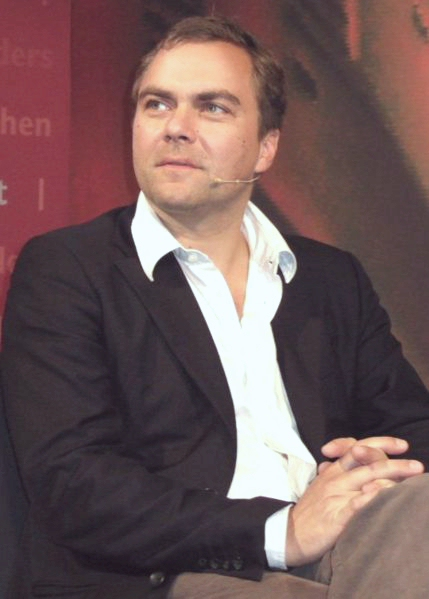
Jakob Arjouni, 2006

Jakob Arjouni (* 8. Oktober 1964 in Frankfurt am Main; † 17. Januar 2013 in Berlin; bürgerlich Jacob Benjamin Bothe) war ein deutscher Schriftsteller.

## Leben
Der Sohn des Dramatikers Hans Günter Michelsen und der seinerzeit im Suhrkamp-Theaterverlag tätigen Ursula Bothe legte sich schon für seine erste Veröffentlichung den Künstlernamen Jakob Arjouni zu, inspiriert von der marokkanischstämmigen Musikmanagerin Kadisha Arjouni, mit der er einige Zeit liiert war. Er debütierte 1985 im Alter von 21 Jahren mit Happy Birthday, Türke!, dem ersten seiner Kayankaya-Kriminalromane, die mittlerweile auch in über zehn weiteren Sprachen erschienen sind. Parallel dazu schrieb er sein erstes Theaterstück Die Garagen. Für Nazim schiebt ab wurde ihm 1987 der Jugendtheaterpreis Baden-Württemberg verliehen. 1992 erhielt er den Deutschen Krimi-Preis für Ein Mann ein Mord.
Jakob Arjouni wohnte während seines Studiums mehrere Jahre in Berlin, hielt sich zwischenzeitlich in Ginestas im Département Aude (Frankreich) auf und lebte zuletzt wieder in Berlin, wo er in der Nacht zum 17. Januar 2013 im Alter von 48 Jahren einer Krebserkrankung erlag. Seine letzte Ruhe fand er auf dem landeseigenen Friedhof Heerstraße in Berlin-Westend. Er hinterließ seine Frau, die US-amerikanische Rechtsanwältin und Immobilienmaklerin Miranda Junowicz Bothe, und drei gemeinsame Kinder.

### Arjouni über Arjouni
„1964 in Frankfurt am Main geboren, aufgewachsen in Frankfurt und Oberroden. Mit zehn auf ein Internat im Odenwald. Mit zwölf zum ersten Mal ‚Rote Ernte‘ von Hammett gelesen – nicht alles verstanden, aber begeistert. Von vierzehn bis achtzehn regelmäßige Fahrten ins Frankfurter Bahnhofsviertel zum Pool-Billard. Sergio-Leone-Filme gesehen. Nach dem Abitur nach Montpellier, Südfrankreich. Abgebrochenes Studium. Zweieinhalb Jahre Arbeit als Kellner, Badeanzug- und Erdnussverkäufer. Ersten Roman geschrieben, ‚Happy Birthday, Türke!‘, und erstes Theaterstück, ‚Die Garagen‘. Mit zweiundzwanzig nach Berlin auf eine Schauspielschule. Schnell abgebrochen. Studium an der Freien Universität. Noch schneller. Hugo, Faulkner und Irmgard Keun gelesen. Roman ‚Mehr Bier‘ geschrieben, Theaterstück ‚Nazim schiebt ab‘, Roman ‚Ein Mann, ein Mord‘. Beruf gefunden. Umzug nach Paris. Theaterstück, ‚Edelmanns Tochter‘. Zurück nach Berlin. Roman, ‚Magic Hoffmann‘.“

## Themen seiner Werke
Arjounis Werke haben meist zeitgenössische Probleme zum Thema und spielen in Umgebungen, die dem Autor bekannt waren. Der Protagonist seiner Krimis, der Detektiv Kemal Kayankaya, lebt in Arjounis Heimatstadt Frankfurt am Main. Kayankaya, obwohl als Adoptivkind in einer deutschen Familie aufgewachsen, wurde aufgrund seines türkischen Aussehens oft mit Rassismus konfrontiert, den er mit viel Wortwitz und Sarkasmus bloßstellte. Kismet, ebenfalls ein Kayankaya-Krimi, hat den jugoslawischen Bürgerkrieg zum Thema. In Magic Hoffmann, Hausaufgaben und Edelmanns Tochter werden zunehmender Nationalismus, Geschichtsverdrängung und Antisemitismus im wiedervereinigten Deutschland thematisiert.
Sein Buch Chez Max spielt im Paris des Jahres 2064. Arjouni entwickelte in diesem Roman die Vision einer Gesellschaft, in der infolge der Terroranschläge am 11. September 2001 jeder vorsorglich überwacht wird, damit Sicherheit garantiert sei.
Bei dem 2009 erschienenen Roman Der heilige Eddy, Arjounis neuntem Buch, handele es sich um „246 schwebend leicht inszenierte Seiten deutscher Screwball-Prosa,  die sich lesen wie ein Film in Worten: temporeich und lustig“, befand der Rezensent Peter Henning in der Wochenzeitung Die Zeit.

## Sonstiges
Mitunter wurde kolportiert, dass Arjouni wie sein Held Kayankaya „1964 als Sohn türkischer Gastarbeiter in Frankfurt geboren“ sei – so steht es beispielsweise im CD-Booklet zum Hörspiel Happy Birthday, Türke! vom Hörverlag.
Der Roman Der heilige Eddy wurde 2010 von Deutschlandradio Kultur unter der Regie von Judith Lorentz als Hörspiel produziert; die 56 Minuten dauernde Krimi-Hörfassung wurde am 9. August 2010 erstmals gesendet.

## Werke

### Kayankaya-Krimis

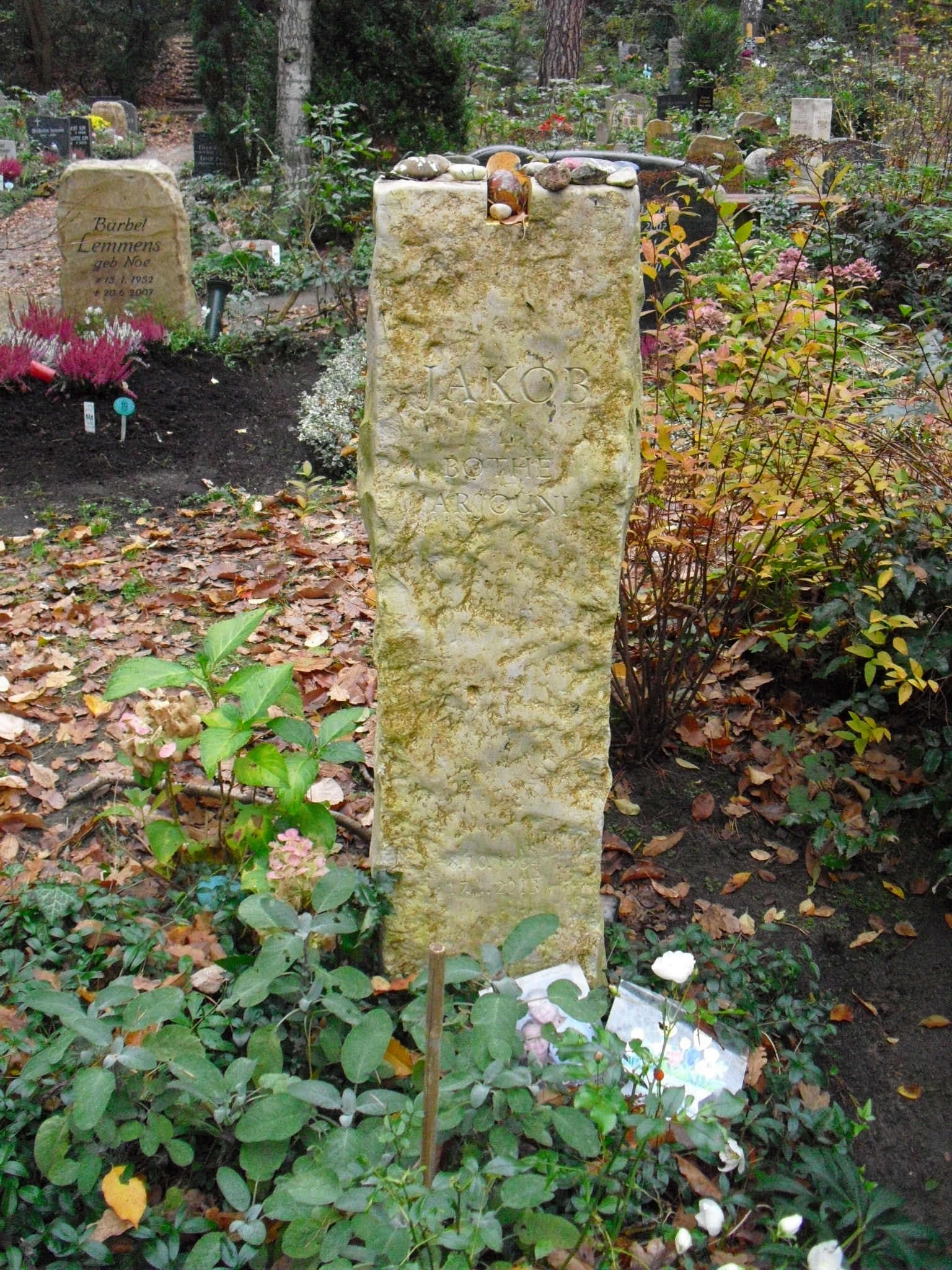
Jakob Arjounis Grabstele auf dem Friedhof Heerstraße

- Happy Birthday, Türke! Kayankayas erster Fall. Buntbuch-Verlag, Hamburg 1985, ISBN 3-88653-085-X
  - 1991 von Doris Dörrie verfilmt
  - Kriminalhörspiel, Regie: Ulrich Heising. Sprecher: Wolf Aniol, Joost Siedhoff, Kristina van Eyck.  Hörverlag, München 1997, ISBN 3-89584-342-3
  - Hörbuch, ungekürzte Lesung von Rufus Beck, 4 CDs, 4 Std. 23 Min., Diogenes, Zürich 2006, ISBN 3-257-80061-4
- Mehr Bier. Kayankayas zweiter Fall. Diogenes, Zürich 1987, ISBN 3-257-21545-2
  - als Kriminalhörspiel; Regie: Peter Michel Ladiges, Sprecher: Jörg Ratjen, Matthias Ponnier, Charles Wirths; SWF, 1989
- Ein Mann, ein Mord. Kayankayas dritter Fall. Diogenes, Zürich 1991, ISBN 3-257-22563-6
  - Hörbuch; Regie und Produktion: Rufus Beck, 4 CDs, 297 Min., Diogenes, Zürich 2006, ISBN 3-257-80063-0
  - Kriminalhörspiel; Regie: Peter Michel Ladiges, Sprecher: Walter Renneisen, Heinz Meier, Edgar Hoppe. SWF, 1991
- Kismet. Kayankayas vierter Fall. Diogenes, Zürich 2001, ISBN 3-257-23336-1
  - Kriminalhörspiel; mit Tim Seyfi, Regie: Leonhard Koppelmann; Audioverlag, Berlin 2002, ISBN 3-89813-204-8
- Bruder Kemal. Ein Kayankaya-Roman. Diogenes, Zürich 2012, ISBN 978-3-257-86223-2

### Theaterstücke
- Die Garagen. Uraufführung 1988.
- Nazim schiebt ab. Uraufführung 1990.
- Edelmanns Tochter. Diogenes, Zürich 1996, ISBN 3-257-06091-2.

### Romane
- Magic Hoffmann. Diogenes, Zürich 1996, ISBN 3-257-22951-8.
- Hausaufgaben. Diogenes, Zürich 2004, ISBN 3-257-06442-X.
- Chez Max. Diogenes, Zürich 2006, ISBN 3-257-06536-1 (Autorenlesung auf 4 CDs, ISBN 3-257-80060-6).
- Der heilige Eddy. Diogenes, Zürich 2009, ISBN 978-3-257-06685-2.
- Cherryman jagt Mister White. Diogenes, Zürich 2011, ISBN 978-3-257-06755-2.

### Kurzgeschichten
- Ein Freund. Diogenes, Zürich 1998, ISBN 3-257-06160-9.
- Idioten. Fünf Märchen. Diogenes, Zürich 2003, ISBN 3-257-23389-2.

### Hörspiele
- 2002: Kismet; Bearbeitung und Regie: Leonhard Koppelmann (SWR/WDR)
- 2013: Bruder Kemal; Bearbeitung und Regie: Alexander Schuhmacher (NDR)

### Hörbuch
- 2003: In Frieden; 4 Erzählungen gelesen von Gerd Wameling, 2 CDs ISBN 978-3-8291-1305-2.

## Auszeichnungen
- Deutscher Krimi Preis 1992, 2. Platz für Ein Mann, ein Mord